# Дионисий (Миливоевич)
Митрополи́т Диони́сий (серб. Митрополит Дионисије, в миру Дра́голюб Миливо́евич, серб. Драгољуб Миливојевић; 13 июля 1898, деревня Рабровац, Королевство Сербия — 15 мая 1979, Либертивилл, Иллинойс) — епископ Сербской православной церкви, епископ Американско-Канадский. В 1963 году по политическим причинам покинул Сербскую православную церковь и основал неканоническую Свободную сербскую православную церковь, которая в 1992 году была принята в состав Сербской православной церкви.

## Биография
Родился 13/25 июля 1898 года в деревне Рабровац близ Смедеревской Паланки. После окончания гимназии и получения аттестата зрелости поступил на Юридический факультет Белградского университета. Через два года поступил учиться на Богословский факультет того же университета, который он и окончил.
Во время учёбы в Белградском университете активно включился в движение богомольцев. Относительно попытки клира взять движение в свои руки и влиять на характер его деятельности высказался так: «Мы не примем священников в движение и не дадим им взять это движение в свои руки. По психологии этого движения, по его духу ни один богомолец не пойдёт за священником, который не соблюдает постов, напивается, играет в карты, агитирует как политик, не учит осмысленной исповеди, сокращает богослужение и служит небрежно, впадая при этом в блуд и другие грехи. Всякий богомолец почитает чин священнический и такого священника, но идти за ним он не станет. Ибо Господь заповедовал: „Слушайте то, что они говорят, но не делайте того, что они творят“».
По завершении учёбы вступил в брак, тем не менее, вскоре его жена умирает. После этого Драголюб отправляется на Афон, в монастырь Хиландар, где он был пострижен в монашество с именем Дионисий.
Вернувшись на родину, преподавал в Духовной семинарии в Сремских Карловцах и управлял Монашеской школой в монастыре Дечаны. В то же время активно участвовал в богомольческом движении, в которое включился ещё в годы студенчества. Был редактором богомольческой газеты «Хришћанска заједница» (Христианская община) вплоть до 1933 года.
В августе 1932 состоялась Конференция богомольцев, на которой из-за отсутствия епископа Николая (Велимировича), поскольку он снял с себя полномочия председателя Народного Христианского Объединения, исполняющим обязанности председателя был избран иеромонах Дионисий (Миливоевич). Прибытие на Конференцию Патриарха Варнавы означало признание движения со стороны высшего епископата. Уже на следующий год на богомольческом соборе присутствовал и патриарх Варнава, и епископ Николай. Иеромонах Дионисий «из-за большой занятости в семинарии» более не мог заниматься управлением деятельности движения.
В июне 1938 года решением Архиерейского Собора избран епископом Моравичским, викарием Патриарха Гавриила. Его епископская хиротония состоялась 24 августа того же года в Белградской Соборной церкви.
8 декабря 1939 года Архиерейским собором избран епископом Американско-Канадским. Приступил к управлению 15 апреля 1940 года.
Свой труд в Американско-Канадской епархии начал с монастыря Святого Саввы в Либертивилле. Сначала он перенёс кафедру из Чикаго в монастырь Святого Саввы в Либертивилле, а затем полностью его отремонтировал. В течение 1941—1943 годов увеличил его монастырское имущество на 73 акра.
Военное время породило необходимость в православных капелланах, что привело к созданию в 1942 году Федеративного Греко-Кафолического Православного Ведомства Америки («Федерация православных церквей»). Это было необходимо для обоснования перед Пентагоном существования православных в Америке как деноминационной общности. В Федерацию входили представители Сирийской, Русской, Сербской, Украинской, Карпато-Русской и Румынской Православных Церквей. Секретарем-юрисконсультом (канцлером) Федерации состоял адвокат Джордж Филлис. Президентом был избран греческий архиепископ Афинагор (Спиру). Вскоре епископ Дионисий (Миливоевич) отошёл от Федерации «по причине опасения „засилия“ греков».
На Шейдланде в Пенсильвании в 1950 году он купил ферму от 1400 акров со зданиями для проживания престарелых лиц и детским морским курортом; а в Лет, Калифорния, докупил 173 акра земли. Организовал большее количество приходов и церковно-школьных общин. Среди наиболее значимых предприятий, которые епископ Дионисий предпринял в качестве Американско-Канадского епископа, является его работа по привлечению и уходу сербов из лагерей для военнопленных в Германии, Италии и Австрии после окончания Второй мировой войны. 16.000 сербов приехало в Америку и Канаду на основании гарантийных писем, которые епископ Дионисий подписал и около 30 письменных заявлений для священников, прибывших в Америку и Канаду, которых он обеспечил приходами.
Чтобы ознакомить мировую общественность со страданиями сербского народа во время Второй мировой войны, он написал книгу на английском языке: «Мученичество сербского народа».
Конфликтовал с жившим в США епископом Николаем (Велимировичем), относясь к нему крайне негативно
27 июля 1963 года решением Архиерейского Собора СПЦ епископ Дионисий за раскольнические сепаратистские действия, целью которых было отделение сербских приходов в Америке от Сербской Православной Церкви, был снят с кафедры.
Епископ Дионисий 10-14 ноября 1963 года созвал «десятый церковно-народный собор», на котором были приняты решения с далекоидущими и трагическими последствиями для единства Сербской православной церкви, в том числе не принимать никаких постановлений, решения, предписаний и инструкций со стороны Священного архиерейского собора и Синода из Белграда пока в Югославии правит коммунистический режим. Были отвергнуты все решения о отстранении от должности епископа Дионисия и о разделении Американо-Канадской епархии на три новых. Принято решение объявить Американо-Канадскую епархию свободной и независимой. На этом соборе был избран епископом архимандрит Ириней (Ковачевич), который был хиротонисан 7 декабря 1963 года двумя архиепископами Украинской Автокефальной Православной Церкви Соборноправной Григорием (Огийчуком) и Геннадием (Шиприкевичем).
В марте 1964 года Священный Архиерейский Собор Сербской православной церкви лишил сана и монашества епископа Дионисия, таким образом он стал с точки зрения Собора мирянином Драголюбом Миливоевичем. Раскол, начавшийся на Североамериканском континенте, распространился и на другие места земного шара, где жили сербы. Так, 31 октября 1964 года в Австралии был созван Первый церковно-народный собор в Мельбурне, на котором была создана Епархия Австралии и Новой Зеландии «Свободной сербской православной церкви».
Скончался 15 мая 1979 года в монастыре Святого Саввы в Либертивилле и был похоронен рядом с монастырской церковью.